# Iglesia de San Sebastián (Setúbal)
La iglesia parroquial de San Sebastián, en portugués «Igreja Paroquial de São Sebastião» es un templo católico situado en el centro urbano de la ciudad de Setúbal, Portugal, y perteneciente a la diócesis de Setúbal.

## Historia
La iglesia original de San Sebastián fue una pequeña ermita, construida aproximadamente en 1490 donde está actualmente se encuentra un observatorio de la ciudad de Setúbal. El templo actual, ubicado en el convento de los dominicos, se fundó entre 1564 y 1566, gracias a la financiación de D. Sebastián. El diseño del templo se le ha atribuido al arquitecto real Afonso Álvares, entre cuyas obras cabe destacar la iglesia de San Roque en Lisboa o la del Espíritu Santo en Évora.

## Características
El trabajo destaca por el corte militar, nada sorprendente debido a la formación de Afonso Álvares como ingeniero militar. El interior tiene una única nave con capillas laterales interconectadas. El templo estaba cubierto originalmente por una bóveda de cañón, destruida por el devastador terremoto de Lisboa de 1755 por lo que fue reemplazada por un techo de madera. Aunque no se trata de un templo jesuita, su diseño encaja en una tipología arquitectónica divulgada por la Compañía de Jesús en la segunda mitad del siglo XVI. El resultado es un edificio de gran tamaño, con un espacio interior amplio y luminoso, mientras que el exterior es imponente con una austera fachada.

## Galería de imágenes

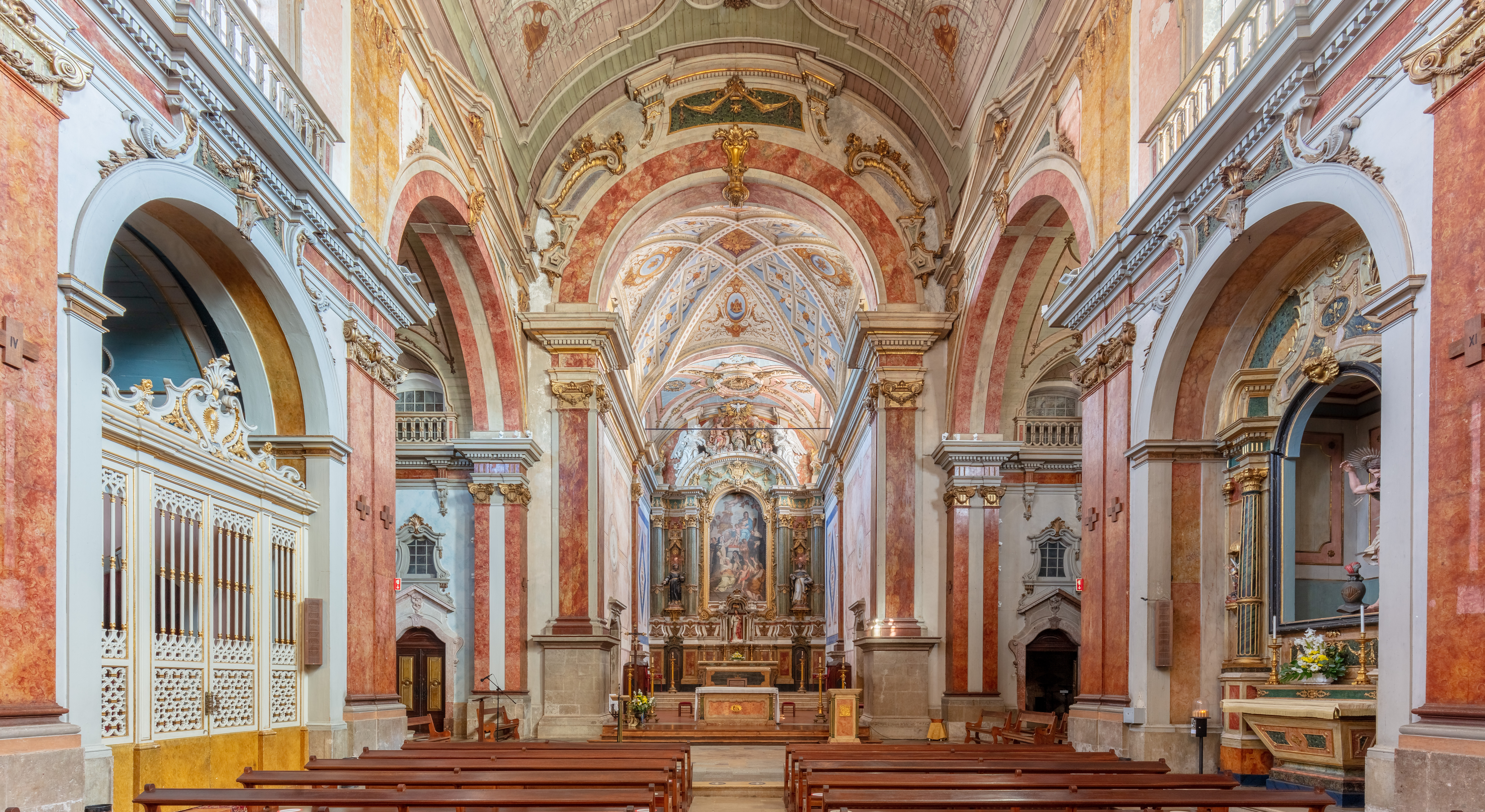
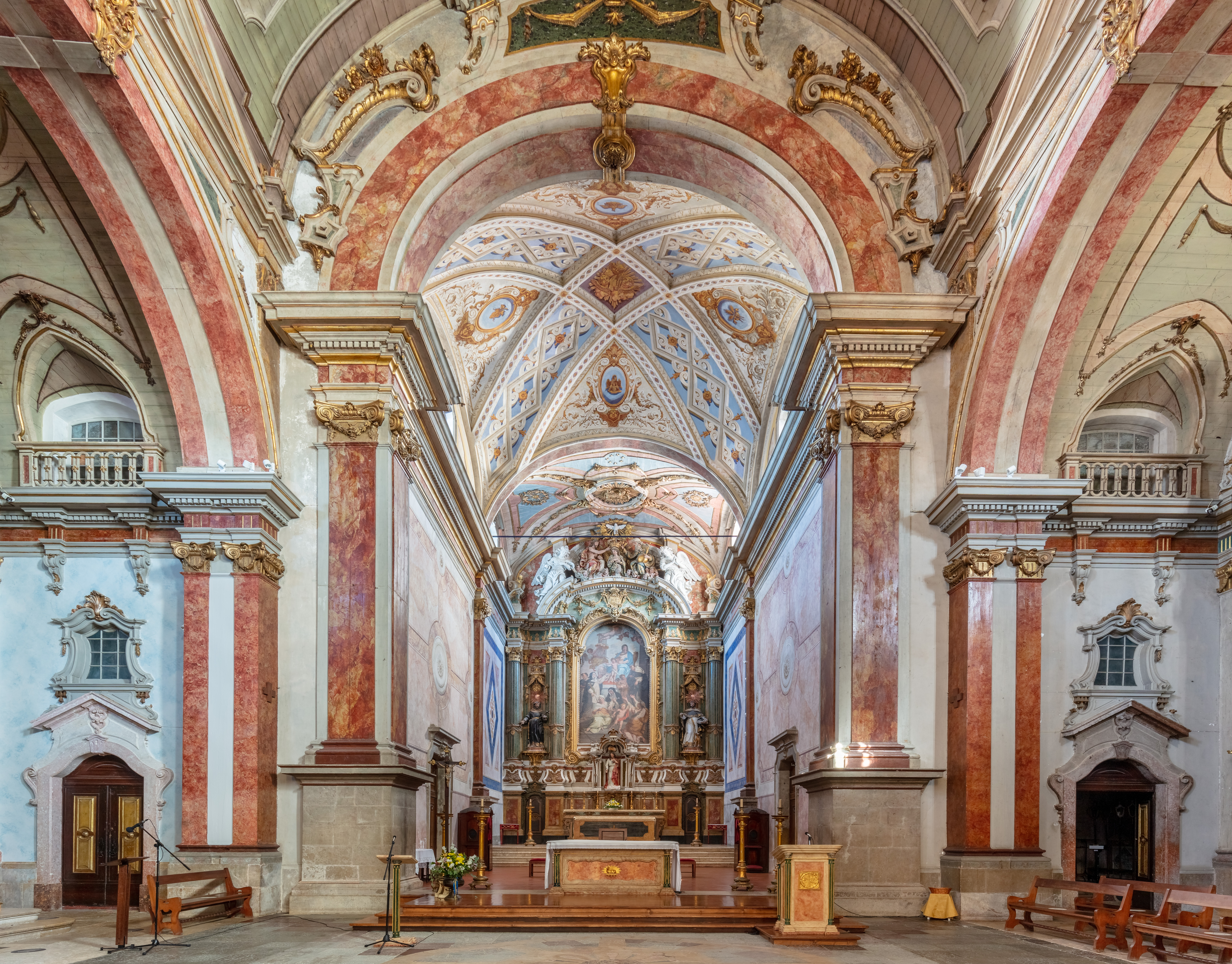
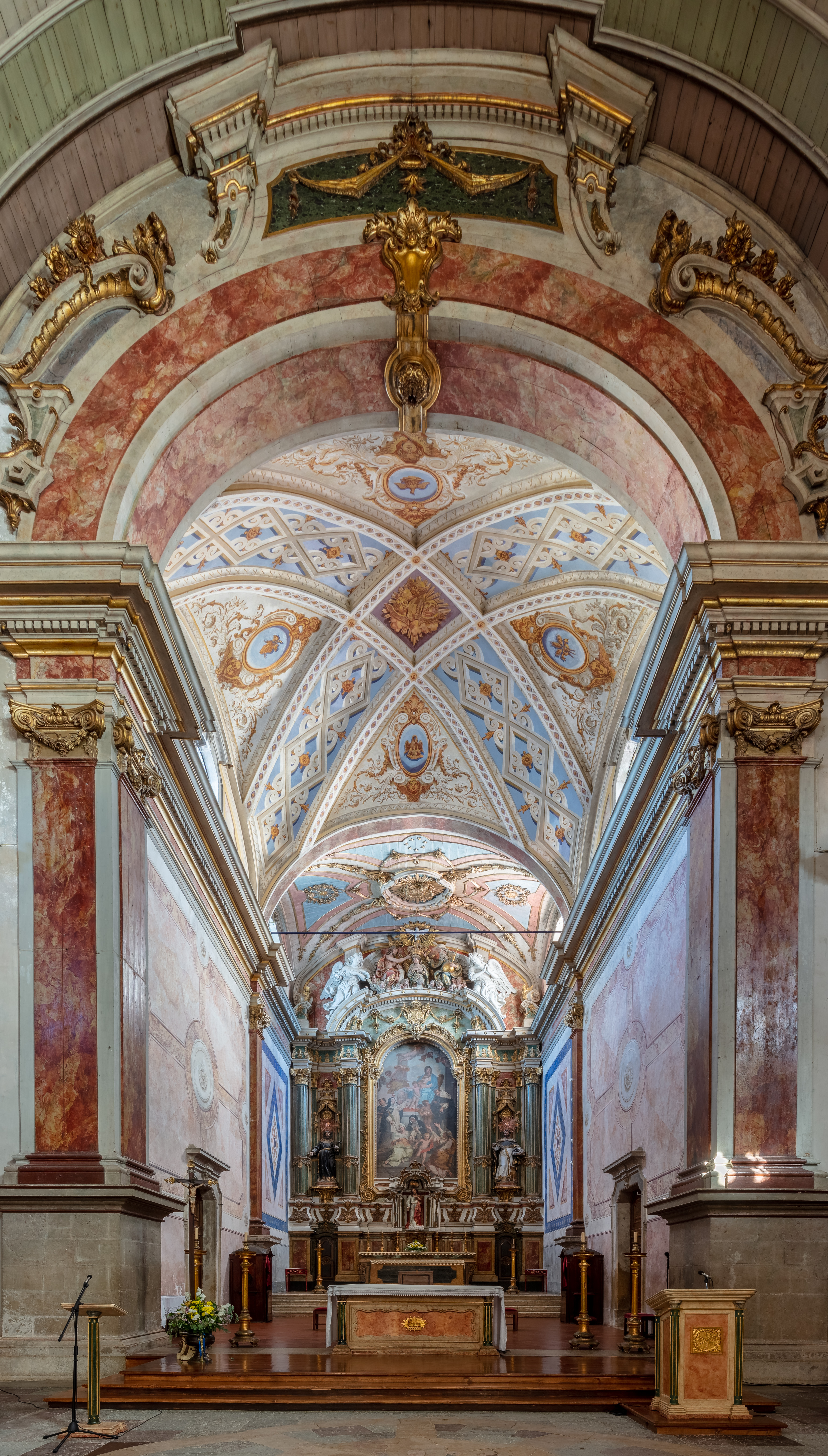
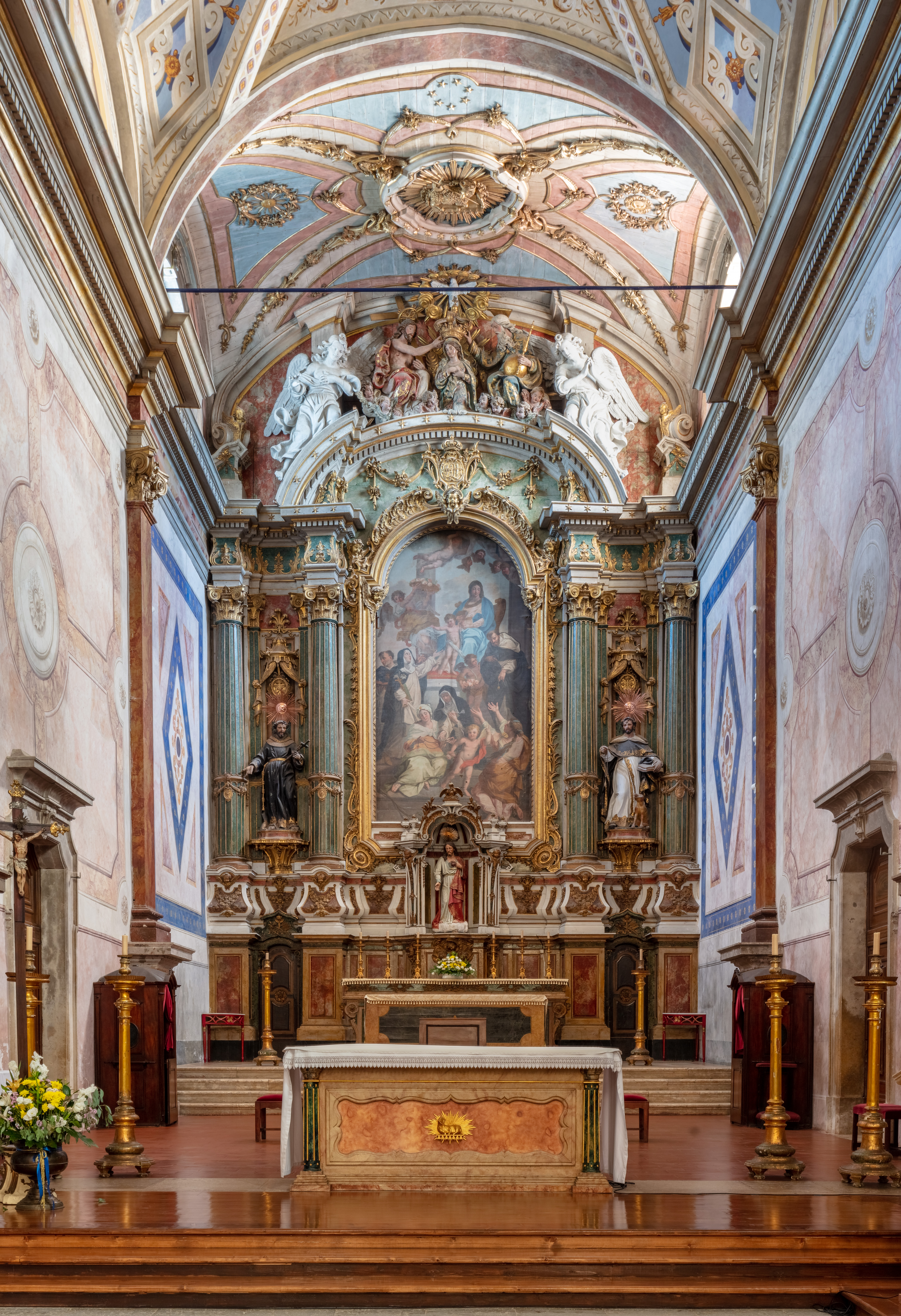
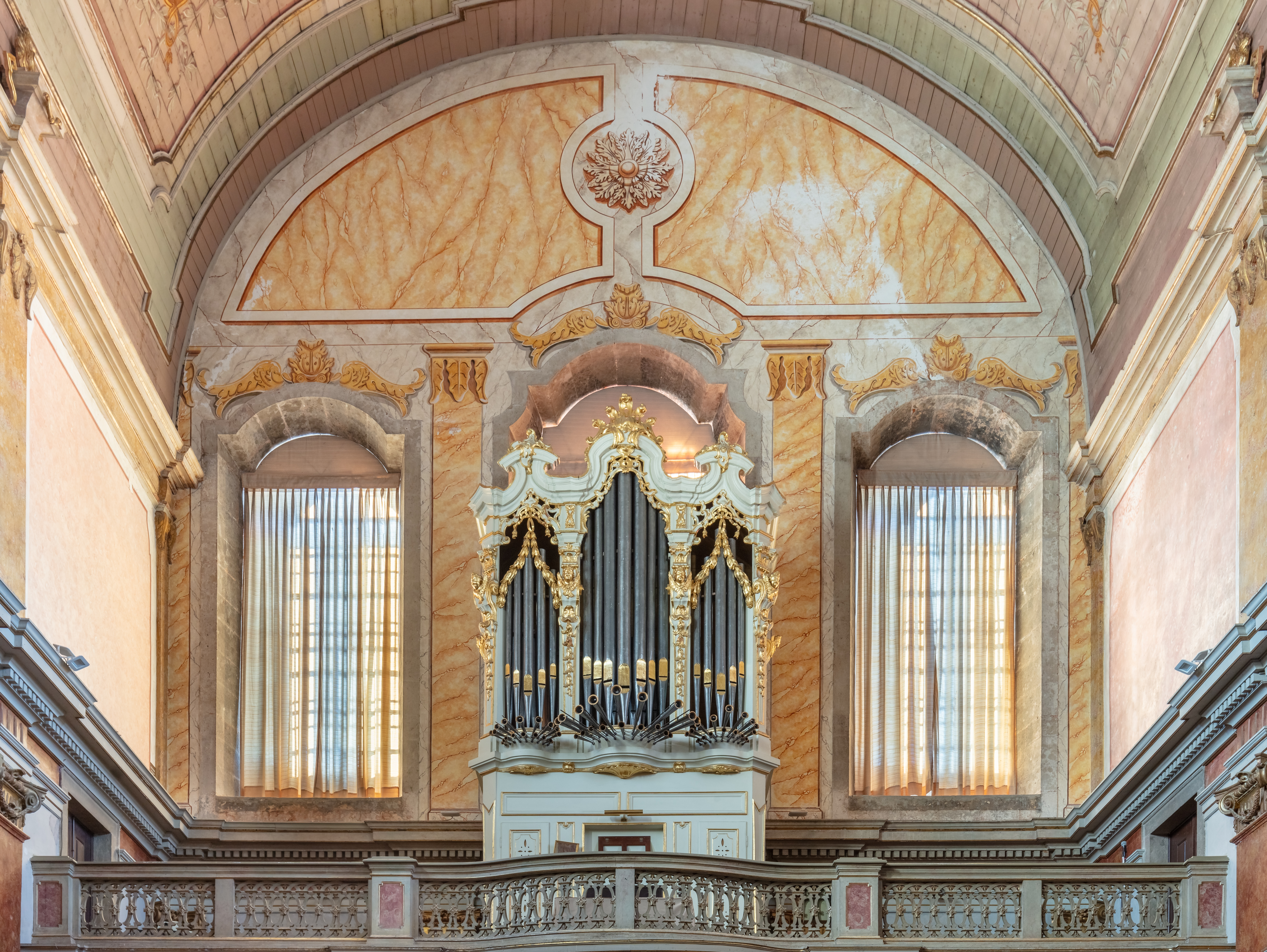
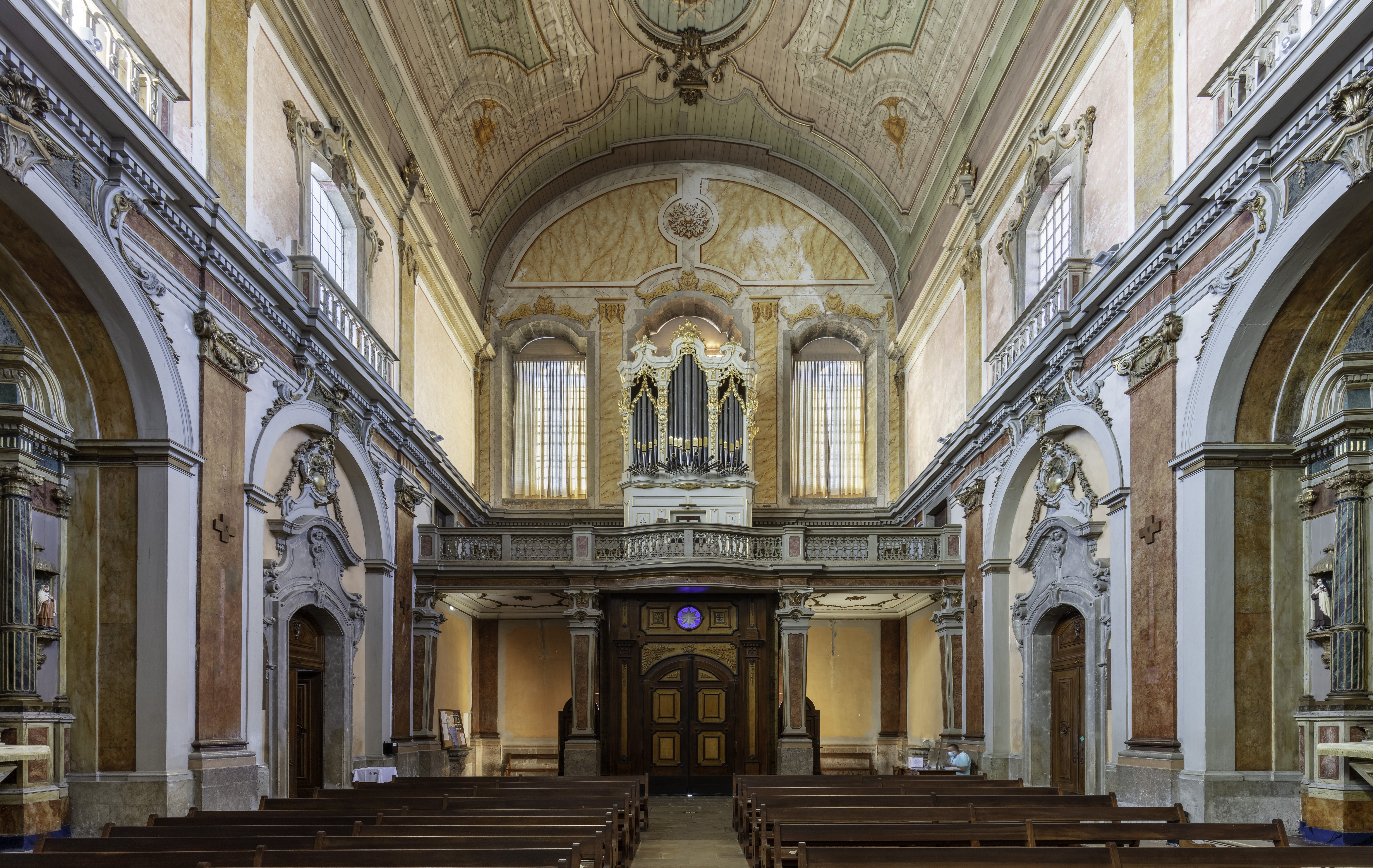
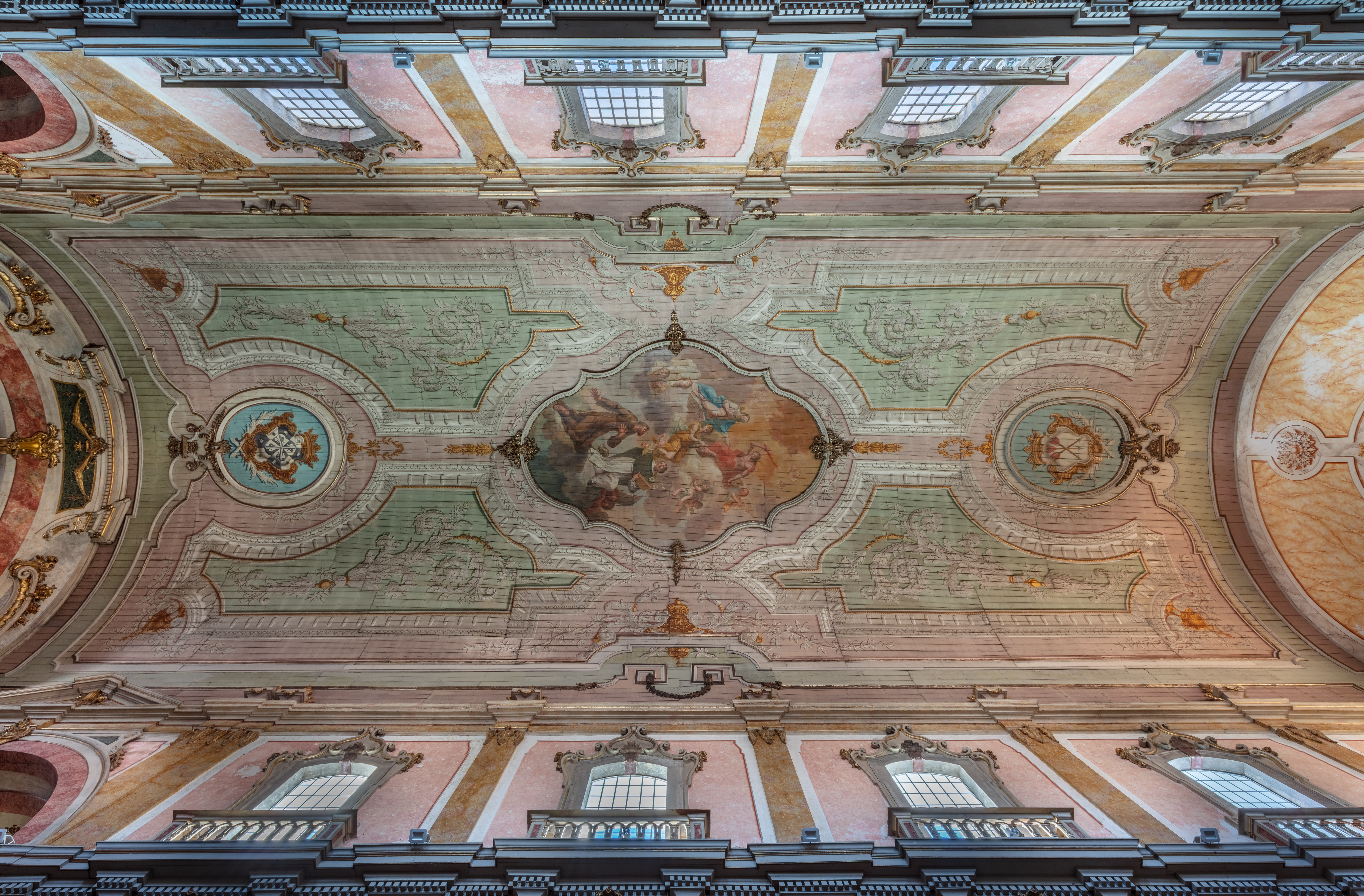

- Datos: Q66078399
- Multimedia: Igreja Paroquial de São Sebastião (Setúbal) / Q66078399